# 池田の猪買い
『池田の猪買い』（いけだのししかい）は上方落語の演目で、「北の旅噺」の一つ。初代露の五郎兵衛作『露休置土産　巻四』（1707年）の「野猪の蘇生」が原話。初代桂春団治、2代目三遊亭百生、3代目桂米朝、2代目桂枝雀、2代目桂ざこば、3代目笑福亭仁鶴、桂文珍など多くの演者がいる。
三部形式で、大阪に住む男が、知り合いの甚兵衛に薬になると教えられた猪肉を求めて池田のイノシシ撃ちの名人・六太夫を訪ね、猟に同行するところまで描かれる。部ごとの内訳は、男と甚兵衛の頓珍漢な会話からなる第一部、男が道を尋ねて通行人を困らせる第二部、六太夫と男との猪狩りからサゲになる第三部である。男が池田に来て寒風に震える個所では「はめもの」が使われている。
扇子と手ぬぐいを鉄砲に見立てるという、比較的珍しい所作が見られる噺である。

## あらすじ
ある日、冷え気（性病のこと）に悩む男が、丼池（どぶいけ）の甚兵衛に相談に来る。「それなら猪（しし）の肉がええ。しかし取れたての肉でないといけない。心安うしていて大阪でも知られている猪撃ちの名人、池田の狩人・六太夫とこ行っといで、紹介状書いてやるさかい」と、親切に行く道まで教えてもらう。丼池筋を北に進んで北浜に出るがそこには橋がないので、少し左（西）にある淀屋橋、さらに大江橋・蜆橋と橋を3つ渡ってお初天神西門の寿司屋の看板を目印に北上し、十三・三国と二つの渡しに乗り、服部の天神さんを横目に岡町を通って池田に着くという行程。しかし、男は、物覚えが悪く、行く先々で道を尋ね、産婆を迎えに行った男や農民を閉口させながらも、どうにか池田まで辿り着く。
狩人六太夫の家を訪ねた男は、一昨日仕留めたばかりという猪肉を勧められるが、「素人では一昨日の猪か一昨年の猪か分からないので、目の前で猪を撃って欲しい」と頼み込む。六太夫は渋ったが、男の「雪がちらちらする、今日のような日は猟が立つ」とのせりふに折れ、猟犬と男を連れて山に行く。犬が追い立てたつがいの猪を発見し、狙いを定める六太夫に男は横から、「わあ、さぞ猪の肉うまいやろなあ」「オスとメスどちらがうまいか」「帰ったら食わせて」「米炊いてんか」「酒あるか」などと、くだらないことを質問する。しまいには狙い通り撃って倒した猪を、「この猪は新しいか」と聞く始末。頭に来た六太夫、猪を鉄砲の台尻でぶったたく。猪は、鉄砲の音と至近弾で目を廻していただけであったため、そのはずみで目を覚まして逃げていく。「どうじゃ、客人。あの通り新しい」

## 題材に関して
大阪府池田市は、20世紀初頭の阪急電鉄宝塚線開通後宅地化が進み、現在では住宅密集エリアに猪は出なくなった。とはいえ、五月山公園内など緑地エリアでは猪の生息が確認されている。池田市では大阪府猟友会池田支部と連携して、農作物等に被害を与える猪の捕獲をおこなっている。一方、本作品の題材となったことを観光資源に生かそうと、猪肉のメニューを提供する飲食店もある。

## 評価
佐竹昭広と三田純一の編著『上方落語』上巻（筑摩書房、1969年）は、主人公が「阿呆（江戸落語でいう与太郎）」であることから、「〈旅ネタ〉のなかでは、ずば抜けて面白い」と述べるとともに、「前座噺」という見方については、話の最初から最後まで「口が巧みに回らないと面白くない」ため、その修業という「実用の面」からではないかと推察している。